# Bothrideres opacus
Bothrideres opacus is een keversoort uit de familie knotshoutkevers (Bothrideridae). De wetenschappelijke naam van de soort werd in 1899 gepubliceerd door Arthur Mills Lea.